# Olof Sköldberg
Per Olof Sköldberg (* 19. Januar 1910 in Kristinehamn; † 16. Juli 1979 in Stockholm) war ein schwedischer Sportschütze.

## Erfolge
Olof Sköldberg nahm an den Olympischen Spielen 1952 in Helsinki und an den Spielen 1956 in Melbourne teil. In der Disziplin Laufender Hirsch erzielte er 409 Punkte, sodass er hinter John Larsen und vor Tauno Mäki den zweiten Rang belegte. Auch vier Jahre später gewann er, diesmal mit 432 Punkten, die Silbermedaille. Lediglich Witalij Romanenko  hatte mit 441 Punkten besser abgeschnitten.
Sköldberg wurde 1937 in Helsinki und 1947 in Stockholm insgesamt viermal Weltmeister. 1937 sicherte er sich im Doppelschuss den Titel, 1947 im Einzelschuss. Außerdem gewann er 1947 mit der Mannschaft Gold im Einzel- sowie im Doppelschuss. Des Weiteren gewann er 1949 in Buenos Aires, 1952 in Oslo und 1954 in Caracas insgesamt viermal Silber und dreimal Bronze, davon zwei je eine Silber- und eine Bronzemedaille im Einzel.